# Fernando Hierro
Fernando Ruiz Hierro (* 23. březen 1968, Vélez-Málaga) je bývalý španělský fotbalista, který hrál na pozici obránce nebo záložníka. Po angažmá ve Valladolidu hrál přes 10 let za Real Madrid a v závěru aktivní kariéry působil v Kataru a také v Anglii.

## Kariéra
Jako hráč hrával na pozici obránce či defenzivního záložníka. Se španělskou fotbalovou reprezentací hrál na třech mistrovstvích světa (1994, 1998, 2002) a byl nominován i na světový šampionát 1990, kde ovšem do bojů nezasáhl. Na MS 2002 byl federací FIFA zařazen i do all-stars týmu. Hrál též na dvou mistrovstvích Evropy (1996, 2000). Celkem za národní tým odehrál 89 utkání a vstřelil 29 branek.
S Realem Madrid vyhrál třikrát Ligu mistrů (1997/98, 1999/00, 2001/02), dvakrát Interkontinentální pohár (1998, 2002), jednou Superpohár UEFA (2002), pět titulů španělského mistra (1989/90, 1994/95, 1996/97, 2000/01, 2002/03) a jednou španělský pohár (1992/93).
Během fotbalového Mistrovství světa 2018 v Rusku působil krátce jako trenér španělské fotbalové reprezentace.

## Úspěchy a ocenění
- Zlatá medaile Královského řádu za sportovní zásluhy